# Galcsek Szilveszter
Galcsek Szilveszter (Zsolna, 1869. január 2. – Budapest, Terézváros, 1922. október 10.) magyar gépészmérnök, államvasúti művezető, repülőgépmotor-tervező és -építő.

## Életpálya
Gálcsek György és Csermák Mária fia. 1900. október 6-án Budapesten, Terézvárosban feleségül vette a nála tíz évvel fiatalabb, nagytétényi születésű Polgár Ilkát (Ilona). A MÁV alkalmazottja volt. 1899-ben léptették elő napbéres „mekanikus” beosztásból II. osztályú altisztté, majd 1903-ban mint művezetőt I. osztályú altisztté.
Kolbányi Géza közreműködésével készítette 1910 tavaszán az első, kizárólag magyar alkatrészekből készült repülőgépmotort, amely akkoriban világviszonylatban is a legerősebbek közé tartozott. A motor egy hathengeres 60 lóerős, léghűtéses, legyező alakú, kétsoros elrendezésű 1300 fordulatszámú gép volt. A motort egy Kolbányi gyártotta kétfedelű gépbe, majd a sextiplán típusba építették. Indaszerűen kötődött a főszárnyhoz a törzsszerkezet (amelyet ezáltal stabilizáltak), s a törzs alatt egy kisebb szárny volt. A gép érdekessége még, hogy az oldalkormány egy bevont biciklikerék, amely a törzs végén farokkerékként is működött. A gép 1910 áprilisában – a különben kitűnően működő motor ellenére – a bizonytalanul lengő törzsbeépítés miatt a legelső próbánál összetört.
A Kolbányi II. monoplánon Takács Sándor pilóta ezzel a motorral érte el első repülősikereit. A repülés neves magyar úttörője. Sokat segített Rákos repülő úttörőinek a kezdeti motorproblémák leküzdésében. Halálát érelmeszesedés okozta 1922-ben. Felesége, Polgár Ilona 33 évvel élte túl, 1955. július 22-én hunyt el Budapesten.